# Migration sismique
La migration sismique est un procédé d'amélioration de l'imagerie sismique utilisé généralement en sismique pétrolière consistant à replacer les arrivées sur une section sismique à leurs emplacements réels à l'aide de différentes méthodes mathématiques ou numériques (migration de Kirchhoff, migration par équation d'onde...).